# 笑星撞地球
《笑星撞地球》是中華電視公司（華視）綜藝節目，1991年8月4日開播，1996年7月6日停播，製作單位福隆製作公司，製作人徐雅琪等，導播林京珍。共分三代，第一代於星期日晚間播出，第二代於星期六下午播出並改名為《笑星撞地球2：戰神傳說》，第三代加註官方英文名稱《Comedian Bump Earth》。

## 歷代主持人
- 第一代：張菲、邰智源、小亮哥（固定班底：歡歡、蔡燦得、謝麗金、天心）。
- 第二代：吳宗憲、董至成、天心
- 第三代：施文彬、曹啟泰

## 開場口號
第一代時期每集開場，張菲、邰智源、小亮哥齊喊「笑星撞地球」，隨即與現場觀眾齊喊「烏比」（oopi）。然後小亮哥高聲問現場觀眾「快樂嗎」，現場觀眾高聲回答「很快樂」；邰智源接著高聲問現場觀眾「幸福嗎」，現場觀眾高聲回答「很美滿」；最後張菲唱「白雲飄，綠水搖」，現場觀眾接唱「快樂得不得了」作結。
第三代時期每集開場，施文彬、曹啟泰齊喊「笑星撞地球」，隨即與現場觀眾齊喊「bump」。

## 單元

### 第一代時期
哈拉時間
每集各設定一個主題，開場來賓進場後與主持群共同討論。
兩代之間
短劇單元，以一家四口的小家庭為主場景。張菲飾演父親「菲爸」，邰智源飾演母親「邰媽」，小亮哥飾演兒子「小亮」，不同時期分別由歡歡、蔡燦得、謝麗金、天心飾演女兒（歡歡飾演「歡歡」，蔡燦得飾演「阿得」，謝麗金飾演「阿金」，天心飾演「天心」）。每集邀請不同來賓參與演出。每集會有不同的主題發生在這個家裡。
在單元開始與結束的時候，邰媽總是會問現場及電視機前觀眾：「幸福嗎？」現場觀眾便會熱情回答：「很美滿！」
同甘不共苦
遊戲單元。邀請來賓接受主持群訪問，來賓回答不誠實就有受罰之虞。但懲罰不是回答者受罰，而是本集其他來賓受罰。
戲說大牌
1994年10月30日第170集推出的單元。邀請來賓接受主持群訪問，中途會播放來賓與主持群合演的搞笑短劇。首集來賓為焦恩俊，中途播出焦恩俊與邰智源合演的短劇。
大牌檔
邀請大牌藝人接受主持群訪問。

### 第二代時期
誰是大頭
詞語接龍遊戲單元，參賽者排成一列玩詞語接龍。口令格式為「AB的B啊，BC的C啊」無限循環，其中ABC各為一字。下家必須講出所有上家講的詞並自己加一個詞，否則就算失敗。如果出現同樣的字詞循環，例如「子孫的孫啊，孫子的子啊」，也算失敗。

### 第三代時期
誰是大頭
同第二代時期。